# Wielki amerykański skandal tramwajowy

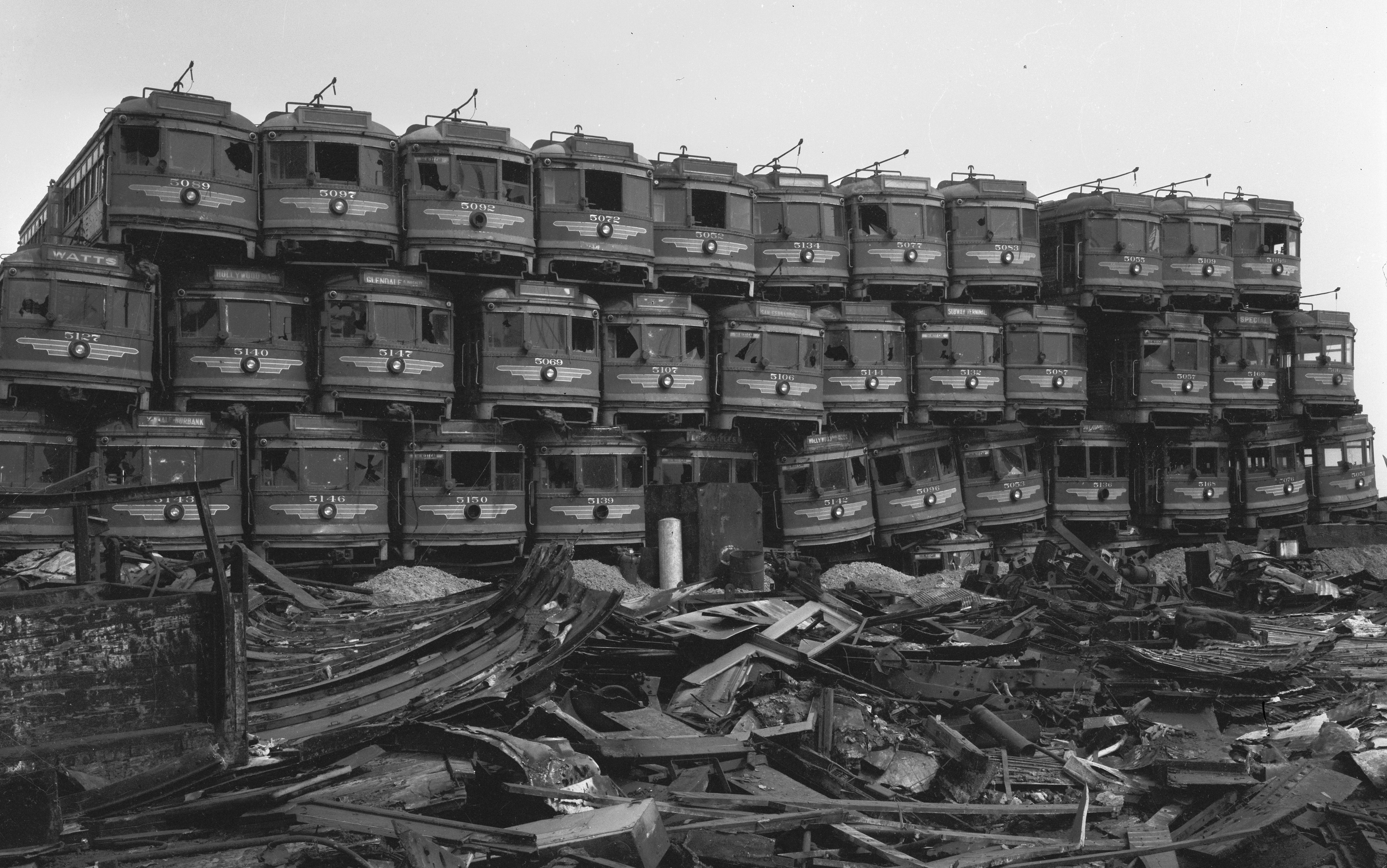
Tramwaje Pacific Electric Railway na złomowisku w Los Angeles, marzec 1956

Wielki amerykański skandal tramwajowy, tajny program (anty)tramwajowy General Motors (ang. Great American Streetcar Scandal, General Motors streetcar conspiracy) – skandal związany z udowodnieniem działalności monopolistycznej na rynku sprzedaży produktów związanych z firmami komunikacyjnymi, zwłaszcza tramwajowymi, w Stanach Zjednoczonych.
Po II wojnie światowej, w latach 40. i 50. XX wieku, w USA rozpoczęła się masowa likwidacja linii tramwajowych. Było to spowodowane z jednej strony gwałtownym wzrostem zamożności i relatywnym spadkiem cen samochodów osobowych, co zmniejszyło drastycznie zapotrzebowanie na lokalny transport publiczny, a z drugiej strony polityką transportową wielu miast i stanów, których władze uznały utrzymywanie transportu tramwajowego za przeżytek. W wielkich miastach komunikacja tramwajowa, zajmująca zbyt wiele miejsca i blokująca ruch innych pojazdów, jak wówczas twierdzono, została zastąpiona metrem i liniami autobusowymi.
Do upadku ogromnej liczby systemów tramwajowych przyczyniła się firma General Motors, wspólnie z niektórymi koncernami paliwowymi i produkującymi ogumienie (Firestone Tire, Standard Oil California). Korporacje te powołały do życia spółkę National City Lines. Nieoficjalnym celem powołania spółki było wykupienie wszystkich amerykańskich linii tramwajowych i zastąpienie ich liniami autobusowymi, a przede wszystkim usunięcie konkurencji dla samochodów. Nie zawsze przejmowanie spółek tramwajowych było przeprowadzane zgodnie z prawem. W roku 1949 firmie General Motors udowodniono nielegalne działania monopolistyczne i ukarano grzywną w wysokości 5000 dolarów za każde przejęte przedsiębiorstwo – co było niewspółmiernie niską kwotą w stosunku do zniszczeń infrastruktury transportu publicznego. Doskonałe przygotowanie prawne tych wrogich przejęć spowodowało jednak, że „spisek antytramwajowy”, znany w historii jako wielki amerykański skandal tramwajowy, jako taki nie został udowodniony.
Zmowa antytramwajowa została przedstawiona w filmie pod tytułem Kto wrobił królika Rogera?.